# Frank Morgan
Frank Morgan (født Francis Phillip Wuppermann; 1. juni 1890, død 18. september 1949) var en amerikansk karakterskuespiller.
Han blev født i en velhavende familie i New York og fulgte i sin bror Ralph Morgans fodspor og begyndte at arbejde i underholdningsindustrien, først på Broadways scener og senere i filmen. Den første film han medvirkede i var The Suspect i 1916, men det var først med tonefilmens fremkomst at han for alvor brød igennem. Han blev nomineret til en Oscar for bedste skuespiller i 1934 for sin præstation i filmen Florentinske Nætter og en Oscar for bedste mandlige birolle i 1942 for sin præstation i filmen Tortilla Flat.
Utvivlsomt er Morgan mest husket for sin rolle som troldmanden i Troldmanden fra Oz. MGM havde sådan tillid til ham, at de underskrev en levetidskontrakt.
Morgan er blevet hædret med en stjerne på Hollywood Walk of Fame for sine bidrag til film på adressen 1708 Vine Street.